# Filmografia de Elizabeth Taylor
Elizabeth Taylor (1932–2011) foi uma atriz anglo-americana. Começou sua carreira como atriz infantil no início dos anos 1940, tornando-se uma das estrelas mais populares da era de ouro do cinema clássico de Hollywood na década de 1950. Taylor foi a primeira atriz a assinar um contrato milionário, para estrelar o filme "Cleópatra", em 1963. Ela então se tornou a estrela de cinema mais bem paga na década de 1960, permanecendo uma figura pública bem conhecida pelo resto de sua vida.

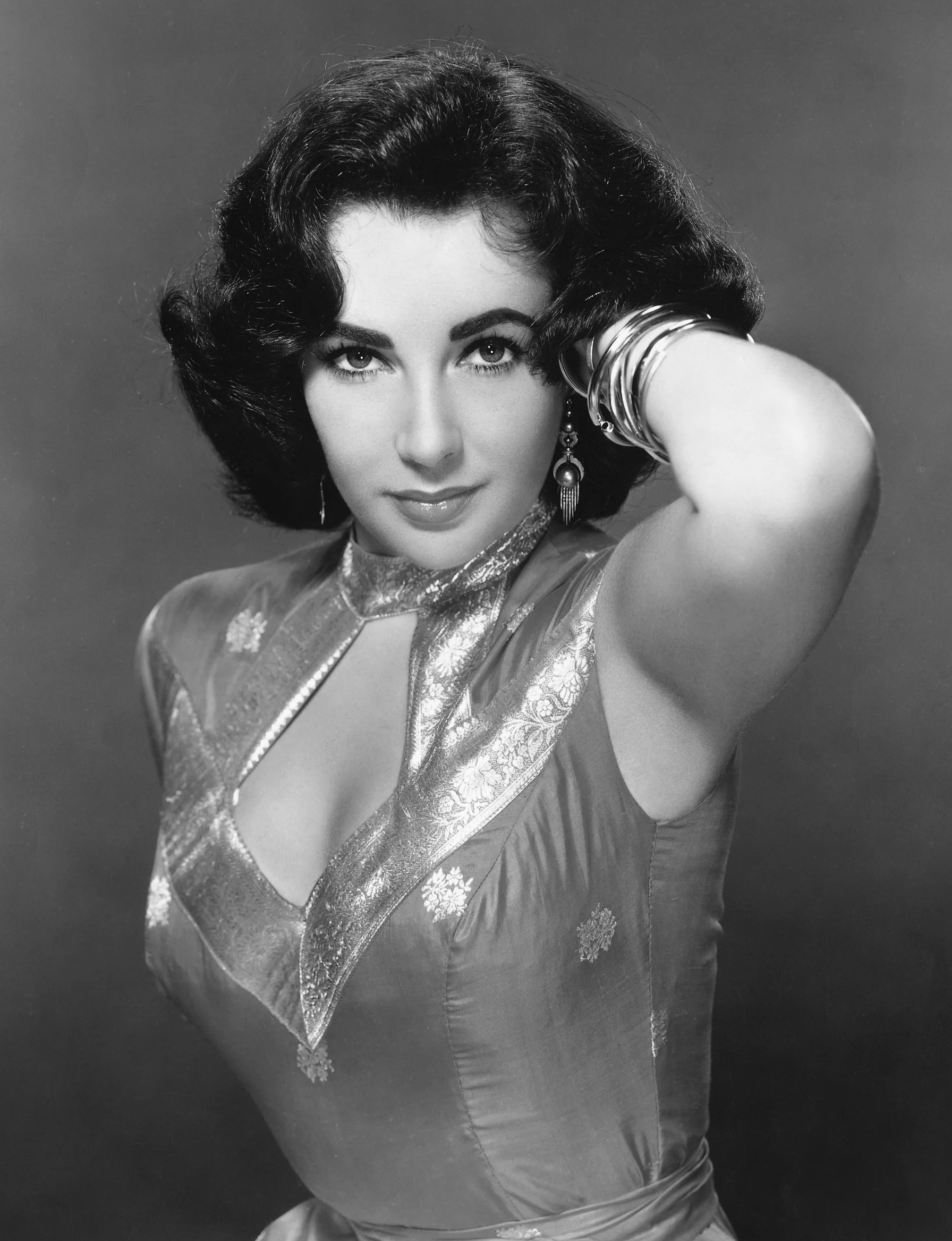
Elizabeth Taylor em foto publicitária, c. 1950.

Nascida em Londres de pais estadunidenses socialmente proeminentes, Taylor se mudou com sua família para Los Angeles em 1939. Ela fez sua estréia como atriz com um papel menor no filme "There's One Born Every Minute" (1942), da Universal Pictures, mas o estúdio encerrou seu contrato depois de um ano. Foi então assinada pela Metro-Goldwyn-Mayer (MGM) e se tornou uma estrela adolescente popular depois de aparecer em "A Mocidade é Assim" (1944). Ela fez a transição para papéis maduros na década de 1950, quando estrelou a comédia "O Pai da Noiva" (1950) e recebeu elogios da crítica por sua atuação no drama "Um Lugar ao Sol" (1951). 
Apesar de ser uma das estrelas mais lucrativas da MGM, Taylor queria encerrar sua carreira no início dos anos 1950. Ela se ressentiu do controle do estúdio e não gostou de muitos dos filmes para os quais foi designada. Começou a receber papéis mais agradáveis em meados da década de 1950, começando com o drama épico "Assim Caminha a Humanidade" (1956), e estrelou vários filmes de sucesso comercial e de crítica nos anos seguintes. Estes incluíram duas adaptações cinematográficas das peças de Tennessee Williams: "Gata em Teto de Zinco Quente" (1958), e "De Repente, no Último Verão" (1959); Taylor ganhou um Globo de Ouro de melhor atriz por este último. Embora não gostasse de seu papel como uma prostituta em "Disque BUtterfield 8" (1960), seu último filme pela MGM, o filme a fez ganhar um Oscar de melhor atriz por sua atuação. 

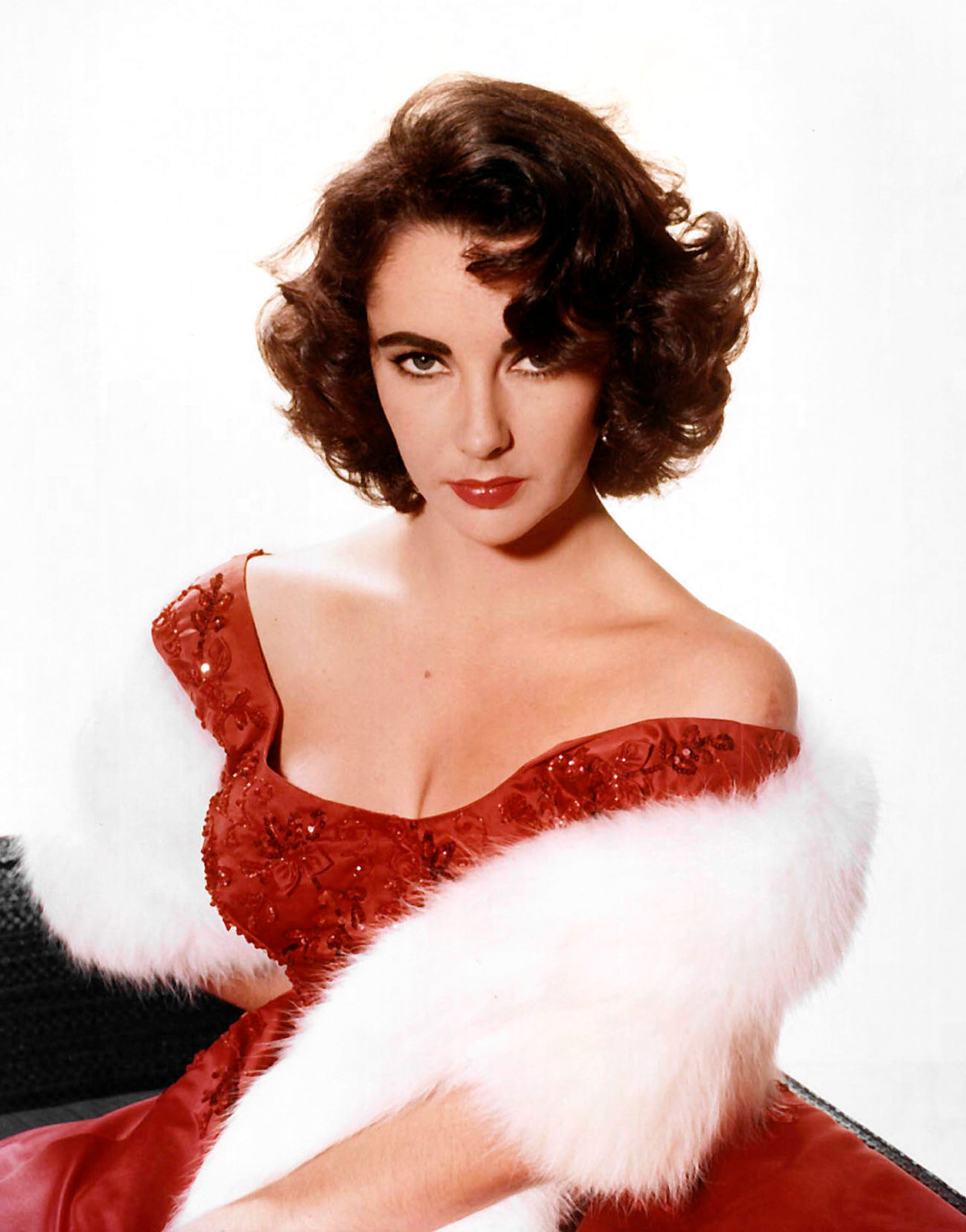
Taylor, c. 1955.

Durante a produção do filme "Cleópatra", em 1961, Taylor e sua co-estrela Richard Burton começaram um caso extraconjugal, o que causou um escândalo. Apesar da desaprovação do público, eles continuaram seu relacionamento e se casaram em 1964. Apelidados de "Liz e Dick" pela mídia, eles estrelaram 11 filmes juntos, incluindo "Gente Muito Importante" (1963), "Quem Tem Medo  de Virgínia Woolf?" (1966), "A Megera Domada" (1967), e "Adeus às Ilusões" (1967). Taylor recebeu as melhores críticas de sua carreira por Woolf, ganhando seu segundo Oscar e vários outros prêmios por essa atuação. 
A carreira de atriz de Taylor começou a declinar no final da década de 1960, embora ela continuasse estrelando filmes até meados da década de 1970, depois que se concentrou em apoiar a carreira de seu sexto marido, o senador dos Estados Unidos John Warner. Na década de 1980, atuou em seus primeiros papéis substanciais no palco e em vários filmes e séries de televisão. Ela se tornou a segunda celebridade a lançar uma marca de perfumes, depois de Sophia Loren. 
Em 1999, o Instituto Americano de Cinema a nomeou a sétima maior estrela feminina do cinema clássico americano. Taylor recebeu uma estrela na Calçada da Fama de Hollywood em 1960.
Os títulos em português referem-se a exibições no Brasil.

## Cinema

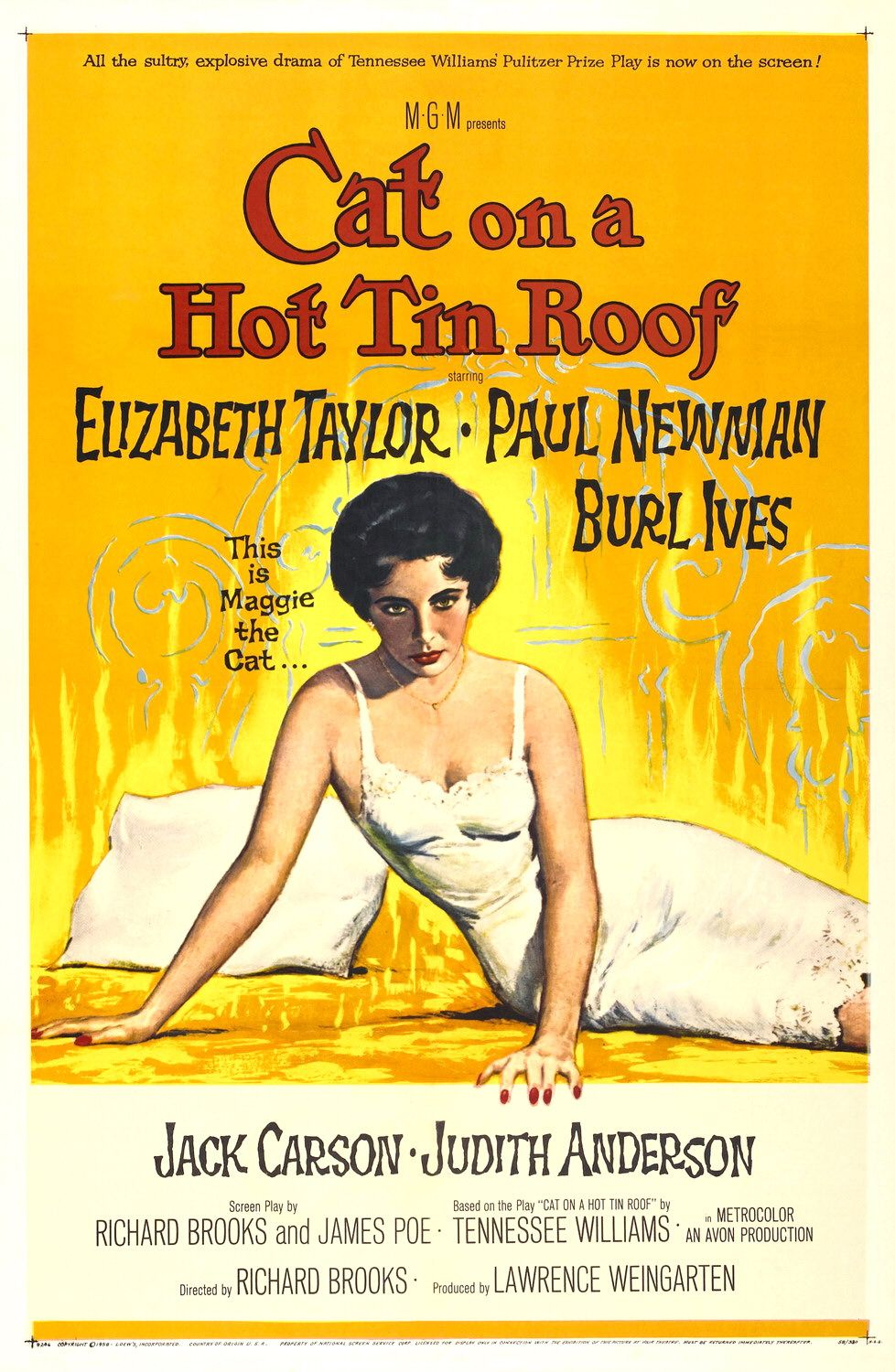
Pôster promocional de "Gata em Teto de Zinco Quente" (1958).

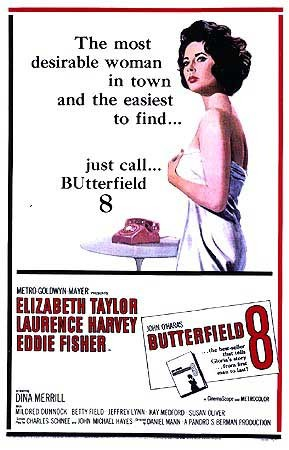
Pôster de "Disque BUtterfield 8" (1960).

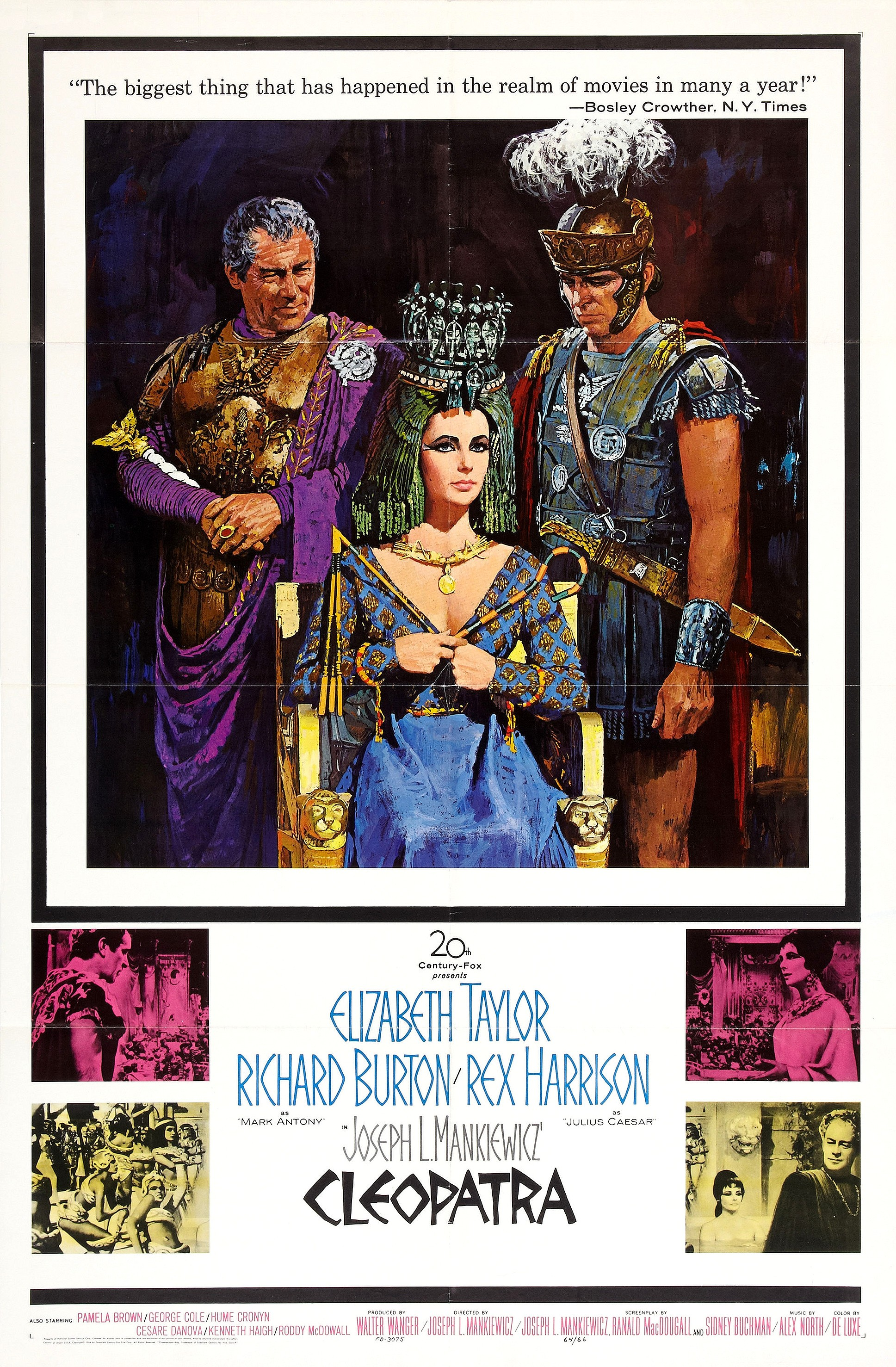
Pôster de "Cleópatra" (1963).

Pôster de "Quem Tem Medo de Virginia Woolf?" (1966).

### Longas-metragens
| Ano  | Título                           | Papel                                       | Notas |
| ---- | -------------------------------- | ------------------------------------------- | --- |
| 1942 | There's One Born Every Minute    | Gloria Twine                                | Elenco secundário |
| 1943 | Lassie e a Força do Coração      | Priscilla                                   | Elenco secundário |
| 1943 | Jane Eyre                        | Helen Burns                                 | Não-creditada |
| 1944 | Evocação                         | Betsy Kenney (com 10 anos)                  | Não-creditada |
| 1944 | A Mocidade é Assim               | Velvet Brown                                | Elenco principal |
| 1946 | A Coragem de Lassie              | Katherine Eleanor Merrick                   | Elenco principal |
| 1947 | Nossa Vida com Papai             | Mary Skinner                                | Elenco principal |
| 1947 | Cynthia                          | Cynthia Bishop                              | Elenco principal |
| 1948 | O Príncipe Encantado             | Carol Pringle                               | Elenco principal |
| 1948 | Julia Misbehaves                 | Susan Packett                               | Elenco principal |
| 1949 | Quatro Destinos                  | Amy March                                   | Elenco principal |
| 1949 | Traidor                          | Melinda Greyton                             | Elenco principal |
| 1950 | O Pai da Noiva                   | Katherine "Kay" Banks                       | Elenco principal |
| 1950 | The Big Hangover                 | Mary Belney                                 | Elenco principal |
| 1951 | Father's Little Dividend         | Katherine "Kay" Dunstan                     | Elenco principal |
| 1951 | Um Lugar ao Sol                  | Angela Vickers                              | Elenco principal |
| 1951 | Quo Vadis                        | Prisioneira cristã na arena                 | Não-creditada |
| 1951 | Callaway Went Thataway           | Ela mesma                                   | Não-creditada; participação |
| 1952 | O Melhor é Casar                 | Anastacia "Stacie" Macaboy                  | Elenco principal |
| 1952 | Ivanhoé, o Vingador do Rei       | Rebecca                                     | Elenco principal |
| 1953 | A Garota Que Tinha Tudo          | Jean Latimer                                | Elenco principal |
| 1954 | Rapsódia                         | Louise Durant                               | Elenco principal |
| 1954 | No Caminho dos Elefantes         | Ruth Wiley                                  | Elenco principal |
| 1954 | Beau Brummell                    | Lady Patricia Belham                        | Elenco principal |
| 1954 | A Última Vez Que Vi Paris        | Helen Ellswirth / Willis                    | Elenco principal |
| 1956 | Assim Caminha a Humanidade       | Leslie Lynnton Benedict                     | Ganhadora – Globo de Ouro de Realização Especial |
| 1957 | A Árvore da Vida                 | Susanna Drake                               | - Ganhadora – Prêmio Laurel de melhor performance dramática feminina - Indicada – Oscar de melhor atriz |
| 1958 | Gata em Teto de Zinco Quente     | Margaret "Maggie The Cat" Pollitt           | - Ganhadora – Prêmio Laurel de melhor performance dramática feminina - Indicada – Oscar de melhor atriz - Indicada – BAFTA de melhor atriz em cinema |
| 1959 | De Repente, no Último Verão      | Catherine Holly                             | - Ganhadora – Prêmio David di Donatello - Ganhadora – Globo de Ouro de melhor atriz em filme dramático - Indicada – Oscar de melhor atriz - Indicada – Bambi de melhor atriz internacional |
| 1960 | Scent of Mistery                 | A herdeira                                  | Não-creditada; participação |
| 1960 | Disque BUtterfield 8             | Gloria Wandrous                             | - Ganhadora – Oscar de melhor atriz - Ganhadora – Prêmio Laurel de melhor performance dramática feminina (2º lugar) - Indicada – Globo de Ouro de melhor atriz em filme dramático - Indicada – Bambi de melhor atriz internacional |
| 1963 | Cleópatra                        | Cleópatra Filopátor                         | Elenco principal |
| 1963 | Gente Muito Importante           | Frances Andros                              | Elenco principal |
| 1965 | Adeus às Ilusões                 | Laura Reynolds                              | Ganhadora – Prêmio Laurel de melhor performance dramática feminina (3º lugar) |
| 1966 | Quem Tem Medo de Virginia Woolf? | Martha                                      | - Ganhadora – Oscar de melhor atriz - Ganhadora – BAFTA de melhor atriz em cinema - Ganhadora – Bambi de melhor atriz internacional - Ganhadora – Prêmio da Associação de Críticos de Kansas City de melhor atriz - Ganhadora – Prêmio Laurel de melhor performance dramática feminina - Ganhadora – National Board of Review de melhor atriz - Ganhadora – Prêmio Laurel de melhor performance dramática feminina - Ganhadora – Prêmio da Associação de Críticos de Nova Iorque de melhor atriz (empatada com Lynn Redgrave por "Georgy, a Feiticeira") - Indicada – Globo de Ouro de melhor atriz em filme dramático |
| 1967 | The Taming of the Shrew          | Katharina                                   | - Também produtora (não-creditada) - Ganhadora – David di Donatello de melhor atriz internacional (empatada com Julie Christie por "Doutor Jivago") - Indicada – Globo de Ouro de melhor atriz em filme dramático |
| 1967 | O Pecado de Todos Nós            | Leonora Penderton                           | Elenco principal |
| 1967 | Doctor Faustus                   | Helena de Troia                             | Elenco principal |
| 1967 | Os Farsantes                     | Martha Pineda                               | Elenco principal |
| 1968 | Boom!                            | Flora "Sissy" Goforth                       | Elenco principal |
| 1968 | Secret Ceremony                  | Leonora                                     | Elenco principal |
| 1969 | Ana dos Mil Dias                 | Mulher mascarada na côrte                   | Não-creditada |
| 1970 | Jogo de Paixões                  | Fran Walker                                 | Elenco principal |
| 1971 | Under Milk Wood                  | Rosie Probert                               | Elenco principal |
| 1972 | Zee and Co.                      | Zee Blakely                                 | Ganhadora – David di Donatello de melhor atriz internacional |
| 1972 | Hammersmith Is Out               | Jimmie Jean Jackson                         | Ganhadora – Urso de Prata de melhor atriz |
| 1973 | Night Watch                      | Ellen Wheeler                               | Elenco principal |
| 1973 | Ash Wednesday                    | Barbara Sawyer                              | Indicada – Globo de Ouro de melhor atriz em filme dramático |
| 1974 | Identikit                        | Lise                                        | Título alternativo: "The Driver's Seat" |
| 1974 | Era Uma Vez em Hollywood         | Ela mesma                                   | Co-apresentadora |
| 1976 | The Blue Bird                    | Rainha da Luz / Mãe / Bruxa / Amor Maternal | Elenco principal |
| 1977 | Música Numa Noite de Verão       | Desirée Armfeldt                            | Elenco principal |
| 1979 | Winter Kills                     | Lola Comante                                | Não-creditada; participação |
| 1980 | The Mirror Crack'd               | Marina Rudd                                 | Elenco principal |
| 1988 | Young Toscanini                  | Nadina Bulichoff                            | Elenco principal |
| 1994 | Os Flintstones                   | Pearl Slaghoople                            | Indicada – Framboesa de Ouro de pior atriz coadjuvante; último trabalho no cinema |

## Televisão
| Ano     | Título                        | Papel                                  | Notas                                                               |
| ------- | ----------------------------- | -------------------------------------- | ------------------------------------------------------------------- |
| 1963    | Elizabeth Taylor in London    | Ela mesma                              | Especial de TV                                                      |
| 1968    | Around the World of Mike Todd | Ela mesma                              | Documentário                                                        |
| 1973    | Divorce His, Divorce Hers     | Jane Reynolds                          | Telefilme                                                           |
| 1976    | Victory at Entebbe            | Edra Vilonfsky                         | Telefilme                                                           |
| 1978    | Hallmark Hall of Fame         | Dra. Emily Loomis                      | Episódio: "Return Engagement"                                       |
| 1981    | General Hospital              | Helena Cassadine                       | - Episódio: "16" - Episódio: "17" - Episódio: "19"                  |
| 1983    | Between Friends               | Deborah Shapiro                        | Telefilme                                                           |
| 1984    | Hotel                         | Katherine Cole                         | Episódio: "Intimate Strangers"                                      |
| 1985    | Malice in Wonderland          | Louella Parsons                        | Telefilme                                                           |
| 1985    | Norte e Sul                   | Madame Conti                           | Minissérie (6 episódios)                                            |
| 1986    | There Must Be a Pony          | Marguerite Sydney                      | Telefilme                                                           |
| 1987    | Poker Alice                   | Alice Moffit                           | Telefilme                                                           |
| 1989    | Sweet Bird of Youth           | Princesa Kosmonopolis                  | Telefilme                                                           |
| 1992    | Capitão Planeta               | Sra. Andrews                           | Episódio: "A Formula for Hate"                                      |
| 1992–93 | Os Simpsons                   | Maggie Simpson (voz) / Ela mesma (voz) | - Episódio: "Lisa's First Word" - Episódio: "Krusty Gets Kancelled" |
| 1996    | Murphy Brown                  | Ela mesma                              | Episódio: "Trick or Retreat"                                        |
| 1996    | The Nanny                     | Ela mesma                              | Episódio: "Where's the Pearls?"                                     |
| 2001    | God, the Devil and Bob        | Sarah (voz)                            | Episódio: "God's Girlfriend"                                        |
| 2001    | As Damas de Hollywood         | Beryl Mason                            | Telefilme; último papel                                             |

## Outras aparições
Outras aparições incluem: Entrevistas com David Frost, Barbara Walters, Phil Donahue e Larry King; vários perfis de Michael Jackson; o "Freddie Mercury Tribute Concert"; e "Elizabeth Taylor: England's Other Elizabeth", em 2000.